# Andreas Otto (Wirtschaftswissenschaftler)
Andreas Otto ist ein deutscher Wirtschaftswissenschaftler und Hochschullehrer.

## Leben
Otto promovierte mit einer Arbeit über das Qualitätsmanagement für Logistikdienstleister bei Peter Klaus an der Friedrich-Alexander-Universität Erlangen-Nürnberg. Von 1994 bis Mitte 1996 arbeitete er als Controller für Dachser. 1997 bis Mitte 2000 war er für den Beratungsbereich „Logistikdienstleister“ am Fraunhofer Anwendungszentrum für Verkehrslogistik und Kommunikationstechnik in Nürnberg verantwortlich. 2001 erhielt er die Venia Legendi. Es folgte eine Anstellung als Produktmanager „Order Fulfillment“ bei SAP, die er bis 2004 ausübte. Im selben Jahr nahm Otto einen Ruf an die Universität Regensburg an. Dort hat er den Lehrstuhl für Betriebswirtschaftslehre, insbesondere Controlling und Logistik, inne.

## Forschungsschwerpunkt
Ottos Tätigkeitsschwerpunkte liegen im Feld der betriebswirtschaftlichen Logistik. Hierzu zählen insbesondere strategische und operative Fragen des Managements von Logistikdienstleistern, Logistiksystemgestaltung, Entscheidungsunterstützung sowie die Unterstützung logistischer Prozesse durch Anwendungen der Wirtschaftsinformatik.

## Schriften (Auswahl)

### Monographien
- Andreas Otto, Robert Obermaier: Logistikmanagement – Analyse, Bewertung und Gestaltung logistischer Systeme. Deutscher Universitätsverlag 2007.
- Andreas Otto: Management und Controlling von Supply Chains: Ein Modell auf der Basis der Netzwerktheorie, Habilitationsschrift. Deutscher Universitätsverlag 2002.

### Herausgeberbände
- Andreas Otto, Franz Josef Schoppengerd, Ramin Shariatmadari: Direct Store Delivery: Concepts, Applications and Instruments. Springer 2009.
- Wolfgang Stölzle, Andreas Otto: Supply Chain Controlling in Theorie und Praxis. Springer 2003.

### Buchbeiträge
- Andreas Otto, Maximilian Lukesch, Christian Brabänder, Florian Kellner: Konsumgüterdistribution, in: Hans Corsten, Ralf Gössinger, Thomas Spengler: Handbuch Produktions- und Logistikmanagement in Wertschöpfungsnetzwerken, S. 737–758. De Gruyter 2018.
- Felix Müller, Andreas Otto: Adaptierbarkeit von Anwendungsarchitekturen, in: Willibald Günthner: Neue Wege in der Automobilindustrie, S. 187–200. Springer 2007.
- Andreas Otto, Herbert Kotzab: Der Prozess der Neukunden- und Auftragsgewinnung in der Kontraktlogistik, in: Wolfgang Stölzle, Jürgen Weber, Erik Hofmann, Carl Marcus Wallenburg: Handbuch Kontraktlogistik: Management komplexer Logistikdienstleistungen. Wiley 2006.
- Andreas Otto, Gerd Wecker: Gestaltungsoptionen der Neukunden- und Auftragsgewinnung in der Kontraktlogistik, in: Wolfgang Stölzle, Jürgen Weber, Erik Hofmann, Carl Marcus Wallenburg: Handbuch Kontraktlogistik: Management komplexer Logistikdienstleistungen. Wiley 2006.

### Artikel
- Andreas Otto, Herbert Kotzab: Does supply chain management really pay? Six perspectives to measure the performance of managing a supply chain, in: European Journal of Operational Research 2003, Vol. 144, Nr. 2, S. 306–320.